# دكتور

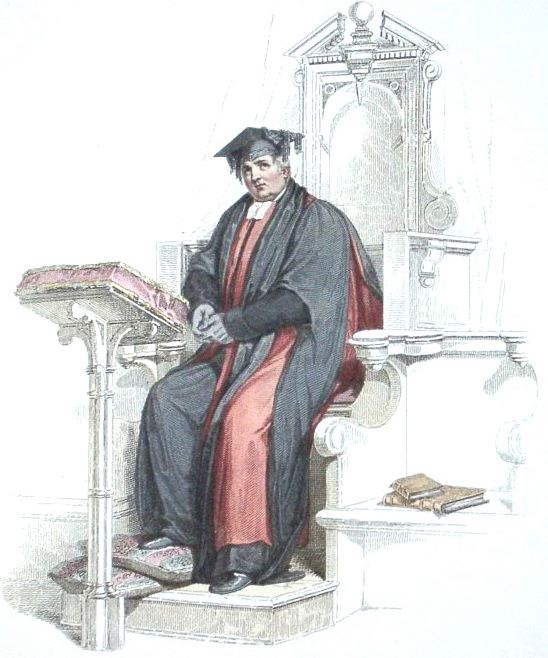

كلمة دكتور جمعها (دكاترة) (باللاتينية: doctoris) (أو العلامي) تعني الطبيب الذي تخرج من كليات الطب البشري أو الطبيب البيطري الحاصل على ترخيص مزاولة المهنة كما قد تشير إلى معلم؛ وقد يقصد بها الشخص الحاصل على درجة الدكتوراه في الفلسفة وغيرها من العلوم الإنسانية

## التاريخ
مصطلح «الدكتوراه» مشتقة من اللاتينية  Docere  معنى «يدرس». الدكتوراه (اللاتينية: الدكتور، «المعلم»، من Doctum، «التعلم» اسم المفعول الماضي منDocere، «يعلم») يمكن أن تعزى جذورها إلى المسيحية المبكرة حينها مصطلح «الدكتور» أشار إلى تلاميذ المسيح، آباء الكنيسة، وغيرها من السلطات المسيحية التي تدرس وتفسير الكتاب المقدس. لأن الفلسفات شملت جميع هذه المواضيع الراقية الأخرى من الطب وعلم اللاهوت، والقانون، وتدريس الفلسفة (، الفلسفة اليونانية) المشمولة بالدراسات العلمية الأصلية. درجة الدكتوراه، دكتوراه، وتتمسك بهذه الاتفاقية التاريخية.
استمر استعمال هذه التسمية كلقب أكاديمي لأكثر من ألف سنة في أوروبا، ولكنها تعود إلى بداية نشوء الجامعات. انتشرت التسمية لتصل إلى أمريكا (المستعمرات الأوروبية سابقاً)، وهي الآن معروفة في كل العالم. كاختصار «د» أو "Dr" فهي تستخدم دائماً لأي شخص تحصّل على درجة الدكتوراه، وهي أعلى درجة علمية يمكن التحصل عليها، أولى الدرجات الأكاديمية كانت في القانون. تعود أصول الدكتوراه إلى «إجازة التدريس» في المدارس الدينية المسيحية في العصور الوسطى لتدريس الديانة المسيحية في القرن التاسع. أسست في القرن الحادي عشر أول مؤسسة أوروبية «غلوسّتورس» في إيطاليا وفرنسا وألمانيا، والتي كانت تدرس القانون الكنسي والقانون الروماني. وأول جامعة أوروبية، جامعة بولونيا، تأسست لتدريس القانون من قبل أشهر أربع علماء في القانون في القرن الثاني عشر والذين كانوا طلاباً في مؤسسة غلوسّتورس.